# 桑德罗·苏克诺
桑德罗·苏克诺（1990年6月30日—），克罗地亚男子水球运动员。他曾代表克罗地亚国家队参加2012年和2016年夏季奥林匹克运动会水球比赛，获得一枚金牌和一枚银牌。

## 家庭
父亲戈兰·苏克诺。